# Jan Romund
Jan Romund (* 24. Oktober 1983 in Wuppertal) ist ein deutscher Volleyball- und Beachvolleyballspieler.

## Sportliche Karriere Halle
Romund spielte in seiner Jugend-Hallenvolleyballzeit beim TuS Velbert. Von 2001 bis 2004 war er beim Bundesligisten SV Bayer Wuppertal aktiv und wurde hier 2003 Deutscher Vizemeister. Anschließend wechselte er zum Zweitligisten RWE Volleys Bottrop, mit dem ihm 2008 der Aufstieg in die Erste Bundesliga gelang. Nach zwei Jahren beim Regionalligisten TSC Münster-Gievenbeck spielte Romund von 2012 bis 2015 wieder in der Zweiten Bundesliga beim FC Schüttorf 09.
Nach der Bekanntgabe, im Beachvolleyball kürzertreten zu wollen, um sich auf seine berufliche Karriere zu konzentrieren, schloss er sich 2016 der Regionalligamannschaft des SV Blau-Weiß Aasee in Münster an.

## Sportliche Karriere Beach
Romund spielt seit 2002 auf nationaler Ebene Beachvolleyball. Seine Standardpartner waren von 2003 bis 2009 David Kampa, 2010 Daniel Wernitz und von 2011 bis 2012 Denis Berken. Von 2010 bis 2016 nahm er ununterbrochen an den Deutschen Meisterschaften in Timmendorf teil. Bestes Ergebnis war hier 2011 ein siebter Platz mit Denis Berken.
2013 war der Berliner Tilo Backhaus sein Partner. Das Team wurde trainiert von Backhaus’ Lebensgefährtin Hella Jurich, die früher in der Halle und beim Beach aktiv war. Von 2014 bis 2016 spielte Romund an der Seite von Paul Becker.

## Trainer
Romund ist ausgebildeter Sportlehrer und Fitnesstrainer. Er ist als Trainer bei Beachvolleyballcamps aktiv.